# Le Brévent
Le Brévent é uma montanha situada na extremidade meridional do maciço  Aiguilles Rouges, nos Alpes e no departamento francês da Alta-Saboia, região de Ródano-Alpes.
Independentemente do facto de não ser um cume particularmente alto pois só tem 2525 m de altitude, o Brévent, como também é chamado, é bem conhecido dos gostam de fazer percursos pedestres na zona da Vale de Chamonix e também pelo panorama que oferece do maciço do Monte Branco.
Acessível a partir de um teleférico desde 1930, atualmente também liga Chamonix à estação intermédia de Planplaz, e é o domínio esquiável mais próximo daquela localidade alpina.